# Brainerd (Minnesota)
Brainerd es una ciudad de Estados Unidos ubicada a orillas del río Misisipi, en el condado de Crow Wing en el estado de Minnesota. En el Censo de 2010 tenía una población de 13.590 habitantes y una densidad poblacional de 415,42 personas por km².
El Brainerd International Raceway es un autódromo y picódromo inaugurado en el año 1968, que ha albergado carreras del Campeonato Nacional del USAC, la Fórmula 5000, el Campeonato IMSA GT, la National Hot Rod Association y el Campeonato Mundial de Superbikes.

## Geografía
Según la Oficina del Censo de los Estados Unidos, Brainerd tiene una superficie total de 32.71 km², de la cual 30.83 km² corresponden a tierra firme y (5.75%) 1.88 km² es agua.

## Demografía
Según el censo de 2010, había 13590 personas residiendo en Brainerd. La densidad de población era de 415,42 hab./km². De los 13590 habitantes, Brainerd estaba compuesto por el 93.48% blancos, el 1.19% eran afroamericanos, el 1.64% eran amerindios, el 0.34% eran asiáticos, el 0.02% eran isleños del Pacífico, el 0.36% eran de otras razas y el 2.97% pertenecían a dos o más razas. Del total de la población el 1.83% eran hispanos o latinos de cualquier raza.